# Gran (Norvège)
Gran est une kommune de Norvège. Elle est située dans le comté d'Innlandet.

## Personnalités liées à la commune
- Amund Larsen Gulden (1823-1901), photographe, ancien maire de Gran
- Aasmund Olavsson Vinje (1818-1870), journaliste et poète, mort et enterré à Gran